# Лопушна (Львовская область)
Лопушна (укр. Лопушна) — село в Бобрской городской общине Львовского района Львовской области Украины.
Население по переписи 2001 года составляло 282 человека. По состоянию на 2024 год в селе проживает более 200 человек, 17 из которых переселенцы. Занимает площадь 2,04 км². Почтовый индекс — 81227. Телефонный код — 3263.